# 索罗阿科机场
索罗阿科机场（印尼语：Bandar Udara Sorowako）是印度尼西亚南苏拉威西省东北部东鲁乌县索罗阿科的一座机场，位于苏拉威西岛中部、马塔纳湖边。2016年，政府决定将跑道延长到1,350米，以供ATR 72起降。

## 航空公司和目的地
| 航空公司     | 目的地 |
| ------------ | ------ |
| 印尼快線航空 | 望加锡 |

## 资料来源
1. ↑  .   [2022-08-14]. （原始内容存档于2019-11-01）.
2. ↑  .   [2017-06-13]. （原始内容存档于2016-02-02）.